# Čára v písku (Hvězdná brána)
Čára v písku (v anglickém originále Line in the sand) je dvanáctá epizoda 10. řady americko-kanadského sci-fi Hvězdná brána.

## Děj
SG-1 se vrátila ze zkušebního testu nového zařízení používajícího Merlinovu technologii k tomu, aby přesunula osobu do jiné dimenze (viz epizoda "Plášť krále Artuše"). Po vyslechnutí hlášení se tým dozvídá , že planetu P9C 882 nedávno navštívil převor, a že se brzy vrátí. gen.Landry informuje tým, zvláště Carterovou, že zařízení bude vzato "z laboratoře" a použito pro skrytí celé vesnice. Překvapená, Carterová namítá, že nezná žádný způsob jak zjistit jestli dokáže skrýt vesnici. Landry věří, že toto je dobrý způsob jak zařízení otestovat.
Po příchodu na planetu, je SG-1 vítána Thilanou, vůdkyní vesničanů. Ona a Matar, její muž, jsou neobyčejně vděčni za pomoc SG-1. Carter připojuje tři Naquadahové generátory pro vyzkoušení zařízení. Poté, co se fázový posuv spustí vesnice zmizí. V oslepujícím blesku světla byl svědkem další SG tým hlídající hvězdnou bránou. Věříce tomu, že je jejich práce hotová, další SG tým vytáčí adresu domů.
Večer vesničané oslavují a pořádají hostinu. Thilana a vesničané děkují týmu za jejich dobré skutky. Za několik sekund po tom, se vesnice odhalí. Carterová říká, že příčina je v generátorech a odchází, aby problém vyřešila. U generátoru Carterová říká ostatním, že když napájení kolísá, generátory se vypnou. Nyní musí najít způsob jak rozložit výkon více rovnoměrně, ale není si jistá, zda to dokáže udělat včas.
Ráno Mitchell zjišťuje, že Carterová pracovala celou noc . V tu chvíli Teal'c varuje před přilétající lodí, která se blíží k vesnici. Teal'c vidí vysunující se transportní kruhy. Pokouší se zastavit vetřelce, aby se nedostali do vesnice. Matar má pochybnosti o plánu SG-1 a říká Thilaně, aby přijali učení Ori. Thilana je odhodlaná; ona a její lid byli dříve otroci Goa'uldů, a nechce být zotročena falešnými bohy znovu. Mitchell ukazuje Matarovi, jak se střílí z P-90. Ostatní vesničané, kteří vidí tuto demonstraci se rozhodnou také pomoci.
SG 1 s vesničany brání vesnici; oběti jsou na obou stranách. Velitel Ori nařizuje svým vojákům, aby napadli nepřátele z boku. Mitchell si toho všimne a běží k nim, aby je zadržel. Jeden z vojáků Ori se objeví za Carterovou, která stále horečně pracuje na zařízení. Všimne si jej a pokouší se uhnout výstřelu z tyčové zbraně; vyhne se přímému zásahu, přece však utrpí hrozné zranění. Výstřel pokračoval skrz ní a zničil dva generátory. Vojak se pokouší Carterovou zabít, ale je zastřelen zezadu Mitchellem.
Bitva venku vzala obrat k horšímu, protože většině pozemským zbraním došlo střelivo a deseti sekundový trénink nezahrnul lekce v nabíjení zbraní. Vesničané a Vala se vzdávají. Mitchell se ptá Carterové jak jí může pomoct s generátory. Carterová, trpící obrovskou bolestí, se ptá kolik generátorů funguje, a Mitchell odpoví: "jen jeden". Carterová mu vysvětlí jak obejít další dva a připojit ten, který pracuje. Jeden z Ori venku si všimne pohybu v budově a jde ji prozkoumat. Navzdory mnoha různým položkám v Laptopu Carterové, Mitchell nalézá program a aktivuje ho. Před Orijským vojákem budova mizí. Běží zpět a ptá se chycených vesničanů na budovu. Vala odpovídá: "možná to byla vůle bohů.".
Voják se chystá popravit Valu, když se náhle objeví mladý Orijský velitel, který přikazuje, že Vala bude vyjmuta ze skupiny. Potom se odhaluje a ukáže se, že je to Tomin, Valin manžel. Tomin přikazuje, aby ostatní byli zabiti. Vala se jej zoufale pokouší přesvědčit, aby to nedělal, ale selhává.
Carterová se probudí, když jí Mitchell sešívá její zranění. Teal'c se objeví znovu ve vesnici a nalézá Thilanu, která ošetřuje zraněné. Ptá se Teal'ca na zbytek jeho týmu, ale on se chtěl právě zeptat na totéž.
Tomin se zatím pokouší přesvědčit Valu, aby přijala učení Ori Počátek. Uprostřed jeho přednášení z knihy počátku, se Vala ptá, kde je v knize kázána vražda nevinných. Tomin odejde z místnosti ve vzteku. Tomin žádá převora, aby jej znovu přiřadil do vedení pozemních vojsk na planetě. Převor Tomina pokárá. Když Převor nesprávně cituje pověst z knihy Počátku, aby ospravedlnil zničení vesnice na planetě, začne Tomin pochybovat.
Na planetě se Převor ptá Teal'ca proč zmizela budova. Teal'c, typicky, neodpovídá, Převor ne něj použije svou sílu, až se Teal'c zhroutí. Mitchell vidí Převora, jak jde směrem k místu, kde budova zmizela. Zastavuje se v stejné místnosti, kde je Mitchell a Carterová. Pokouší se použít svou sílu k tomu, aby je našel. Převor je zmatený, když jeho síla nepomáhá. Pak hrozí, že zničí vesnici, pokud se neodhalí.
Carterová žádá Mitchella , aby nahradil původní krystaly v Naquadahových generátorech, krystaly z Orijské tyčové zbraně. Poté se pokouší s pomocí laptopu zařízení pro fázový posuv spustit.
Převor nařizuje palbu z lodě a vystřelí na vesnici z oběžné dráhy. Potom se loď chystá odletět.
Tomin nalézá Valu, zavede jí transportním kruhům. Vala mu říká, aby šel s ní, ale Tomin odmítá a říká Vale, že jí stále miluje. Tomin přesouvá Valu na planetu. Vala, procházející na místě, kde stála vesnice, nevidí nic než krátery. Náhle se kolem ní objeví vesnice i s vesničany.